# Satrapia de Gandhara
Gandhara fou una satrapia de l'imperi Persa aquemènida, equivalent a la part sud-oriental de l'Afganistan, incloent-hi Kabul i l'oest del Pakistan (amb Peshawar). Els grecs anomenaven a la part occidental de Gandhara com a Paropamisos, pel nom de les muntanyes Hindu Kush (que en antic persa es deien Upairisaena).

## Geografia
La satrapia tenia al sud Aracòsia a la que s'arribava pel pas d'Altimu seguint els riu Logar i Tarnak; a l'oest tenia la Drangiana, a la que s'arribava pel riu Ghorband, a través del pas d'Hajigak i la vall de l'Etymandros (modern Helmand Rud); i al nord la Bactriana a la que s'arribava per diversos passos de l'Hindu Kush. A l'est tenia el riu Indus.
Gandhāra o Gandāra tenia probablement la capital a la regió de Paropamisus, on Alexandre va fundar Alexandria Paropamisos a uns 70 km al nord de Kabul, i va nomenar sàtrapa. Un altre centre administratiu era Peucelaotis, més a l'est. Formava part de la gran satrapia de Bactriana, i al seu torn estava formada per les satrapies menors de Gandhara i Paropamisos. D'aquests dues, la satrapia de Gandhara va esdevenir la més important i donava el seu nom a la satrapia en temps d'Alexandre. El sogre d'Alexandre, Oxiartes, en fou nomenat sàtrapa. Els seus habitants eren anomenats pels grecs com gandarioi i en llatí gandarae (gandares). Com a capitals s'esmenten Peukelaotis (Pushkalavati), Purushapura (Peshawar) i Udabhandapura (Und), tot i que en aquell temps la capital devia ser a Peukelaotis/Pushkalavati.

## Administració
La satrapia de Bactriana es dividia en satrapies menors, entre les quals la de Gandhara, i aquesta al seu torn estava dividida en dues satrapies més, Gandhara i Paropamisos (Hindu Kush). El sàtrapa de la major estava supeditat al sàtrapa de Bactriana.
La satrapia menor de Gandāra o Gandhāra estava probablement governada per una dinastia local, i la formaria la vall del Swat i territoris a l'est fins a l'Indus, avui anomenats Yusufzai, i aleshores anomenada localment Udyana o Ujjana, i pels grecs Suastene. L'únic governador conegut es deia Astis. A la dinastia local n'hi havia altres de menors subordinades con els pobles assacenis (governats per Sisicottos), Massaga governada per Assacanos, junt amb Dyrta governada pel seu germà, el país dels cofeus (cophaeus) i el país dels assagetes. Arribava a l'est fins a l'Indus, al nord fins a l'Hindu Kush; al sud fins al riu Cophen (riu Kabul) i a l'oest fins al riu Choes (Kunar).

## Història
Pèrsia va entrar a la regió sota Cir II el Gran (559-530) i ja pertanyia a l'imperi sota Darios I el Gran (522-486) que l'esmenta com un dels països heretats a la inscripció de Behistun. La capital regional es creu que fou la ciutat després anomenada Kapisa, l'actual Bagram a uns 75 km al nord de Kabul. Darios va enviar a la regió a un cari anomenat Escílax de Carianda que va inspeccionar el territori començant per una ciutat anomenada Caspatyrus, probablement una ciutat de la vall del Cophen, en uns anys que era sàtrapa Megabazos fill de Megabates, esmentat a les tauletes de Persèpolis, que governava també Aracòsia i Paricània, que probablement és el mateix personatge que el general d'igual nom que el 513 aC va dominar Tràcia i Macedònia i el fill del qual, Megabates va combatre al front de la flota persa contra els grecs el 480 aC. Heròdot esmenta que un contingent de gandares i dadices van lluitar a Grècia el 480 aC.
No es parla de Gandhara durant un segle i mig excepte per indicar que un carregament de fusta (yaka, que devia ser una fusta molt apreciada, però no se sap que vol dir) fou transportat des de la regió i des Carmània a Susa per construir un palau.
El 336 aC els macedonis van envair Pèrsia i el 334 aC va arribar Alexandre el Gran que per dues vegades va derrotar a Darios III Codomà (333 aC i 331 aC) però cap font esmenta els gandares entre les forces del rei persa, el que fa suposar que eren coneguts sota un altre nom (potser els "indis de la muntanya" esmentats a les fonts), o bé que Gandhara s'havia separat de l'Imperi o havia caigut en altres mans, l'explicació més probable, ja que no es va nomenar mai cap grec com a sàtrapa específicament de Gandhara.
Alexandre va arribar a la regió el 329 aC i va refundar Kapisa que va anomenar Alexandria del Caucas. Del 329 al 327 aC va ser a Bactriana i Sogdiana i el 326 aC va tornar a Gandhara on es va trobar amb representants indis que el van invitar a anar al Panjab. Alexandre va repartir el seu exèrcit: el seu amic Hefestió va seguir el riu Cophen (Kabul) pel pas de Khyber i va arribar al riu Indus; Alexandre va anar més al nord pels rius Kunar i Swat on va fer una matança continua de locals. La ciutat de Peucelaotis (moderna Charsadda, indi Puskalâvati = ciutat de les flors de lotus), possible centre administratiu persa esdevingut una ciutat india, fou ocupada. Una ciutat de nom Nysa (no localitzada i on s'adorava un déu que els grecs creien que era Dionís i que probablement era Xiva o Vixnu), on suposadament havia nascut el déu Dionís, i una muntanya de nom Meros (no identificada) que els indis consideraven el centre del món, són esmentades pels grecs.
Els historiadors que seguiren la marxa d'Alexandre donen algun detalls del paí: les ciutats gandares eren fortificades i els naturals del país lluitaven amb arcs i fletxes (no s'esmenten espases ni escuts) i els caps portaven cuirasses; eren governats per una aristocràcia (fins i tot s'esmenta una reina) i el producte més apreciat pels grec foren uns grans bous; els morts eren enterrats en taüts de fusta que eren deixats als turons de la vora de les ciutats (costum que encara tenen els kafirs de Chitral).
Alexandre va tornar a l'oest i va morir l'11 de juny de 323. Gandhara va acabar al cap d'uns anys en mans de Seleuc I Nicàtor (finals del segle iv aC) i finalment fou bescanviada amb el rei indi de Patna, Chandragupta (321 aC-297 aC), per 500 elefants pel seu exèrcit (304 aC).